# Włodzimierz Wajnert
Włodzimierz Wajnert (ur. 20 kwietnia 1931, zm. 20 marca 2008 w Warszawie) – architekt, dziennikarz, ilustrator, redaktor czasopism popularyzujących naukę i technikę wśród najmłodszych (Kalejdoskop Techniki, ABC Techniki).

## Życiorys
Absolwent Wydziału Architektury Politechniki Warszawskiej (1952). Od 1955 roku członek Stowarzyszenia Architektów Polskich (w latach 1967-69 sekretarz ZG SARP).
Redaktor a także jeden z ilustratorów Kalejdoskopu Techniki (1971-1990) i ABC Techniki (od 1970 do 1974 i 1987 do 1990).

## Twórczość
- Przygody z Machefim (Warszawa, 1987, Wydawnictwo Sigma-NOT, ISBN 83-85001-22-0)